# Rue de Budapest (Paris)
Pour les articles homonymes, voir Rue de Budapest.
La rue de Budapest est une voie du 9e arrondissement de Paris, en France.

## Situation et accès
La rue de Budapest débute au 96, rue Saint-Lazare et se termine au 2, place de Budapest.

## Origine du nom
Son nom correspond à la ville de Budapest, capitale de la Hongrie.

## Historique
Le 2 février 1826, Jonas Hagerman et Sylvain Mignon sont autorisés à tracer un ensemble de rues formant un lotissement privé appelé « quartier de l'Europe ». Sont notamment ouvertes les rues de Londres, d'Amsterdam et de Tivoli (d'Athènes depuis 1881).
Le passage de Navarin est bâti à la même époque par plusieurs entrepreneurs entre le carrefour formé par les trois rues précédemment citées et la rue Saint-Lazare. Les constructeurs font faillite et la voie est rebaptisée « passage Mandrin ». En 1828, il devient le « passage de Tivoli », du fait de sa proximité du Tivoli, lieu d'agrément et de libertinage de la bonne société, fermé en 1842.
La voie débouchait sous des arcades à ses deux extrémités. En 1885, la création d’une nouvelle place au sud de l'intersection de la rue de Londres et d'Amsterdam est déclarée d'utilité publique afin de créer un débouché devant la sortie de la gare Saint-Lazare (cour d'Amsterdam). La partie nord du passage est alors détruite afin de créer cette place dite d'Amsterdam. La place est rebaptisée « place de Budapest » en 1904 et le passage de Tivoli est renommé « rue de Budapest » en 1910.
La rue de Budapest fut un haut lieu de la prostitution à Paris,, jusque vers la fin des années 1990. Depuis, entièrement débarrassée de ses trafics, végétalisée et émaillée de restaurants et boutiques de créateurs, elle est l'une des plus paisibles et calmes des petites rues du quartier Saint-Lazare. Elle a été piétonnisée en 2020[réf. souhaitée]. 

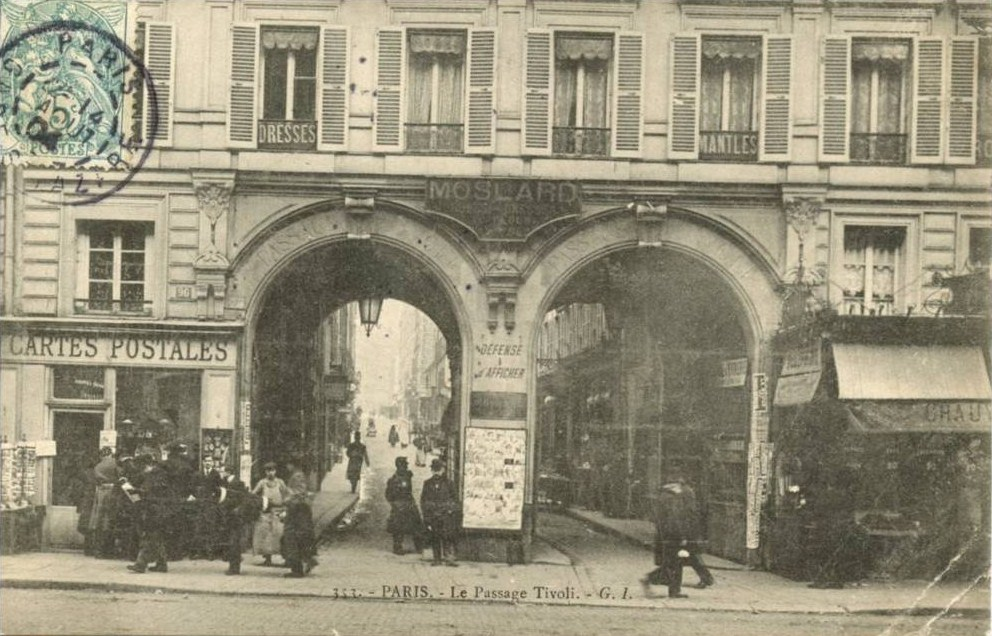
Les arcades sur la rue Saint-Lazare vers 1900.
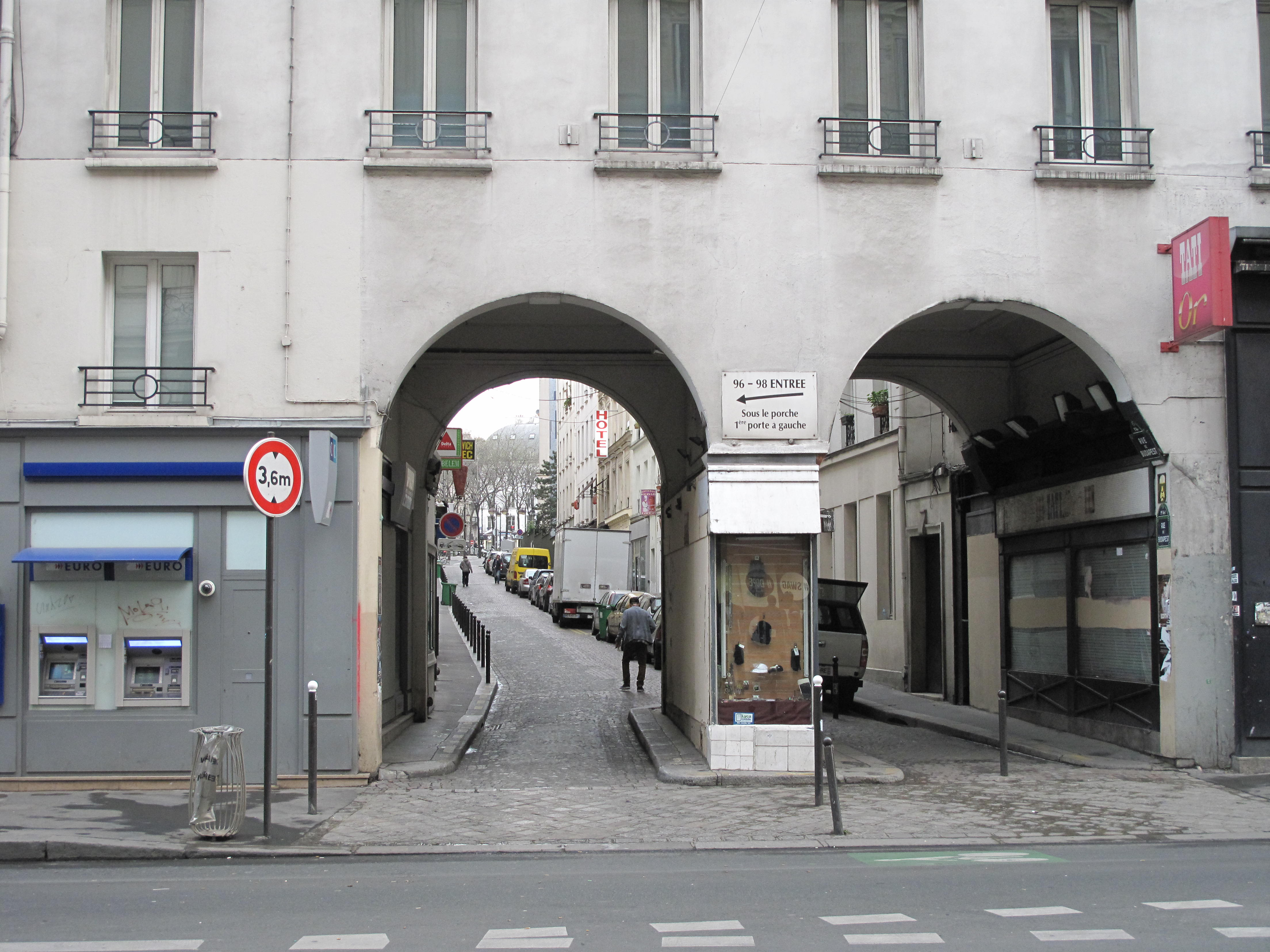
Les mêmes arcades en 2014.